# Natació als Jocs Olímpics d'Estiu de 1924 - 100 metres esquena femenins
Els 100 metres esquena femenins va ser una de les onze proves de natació que es disputaren als Jocs Olímpics de París de 1924. Aquesta era la primera vegada que es disputava aquesta prova en uns Jocs. La competició es disputà el 19 i el 20 de juliol de 1924. Hi van prendre part 10 nedadores procedents de 5 països.

## Medallistes
| Or                | Plata                 | Bronze              |
| Sybil Bauer (USA) | Phyllis Harding (GBR) | Aileen Riggin (USA) |

## Rècords
Aquests eren els rècords del món i olímpic que hi havia abans de la celebració dels Jocs Olímpics de 1924.
| Rècord del Món | 1:22.4 | Sybil Bauer | Miami (USA) | 6 de gener 1924 |
| Rècord Olímpic | -      |             |             |                 |

En la primera sèrie Sybil Bauer establí el primer rècord olímpic per aquesta prova amb un temps de 1:24.0 minuts. En la final ella mateixa el millorà i el deixà en 1:23.2 minuts.

## Resultats

### Semifinals
Les dues nedadores més ràpides de cada semifinal i la millor tercera passaren a la final.
Semifinal 1
| Pos. | Nedadora                | Temps  | Qual. |
| ---- | ----------------------- | ------ | ----- |
| 1    | Sybil Bauer (USA)       | 1:24.0 | QQ OR |
| 2    | Phyllis Harding (GBR)   | 1:29.4 | QQ    |
| 3    | Florence Chambers (USA) | 1:32.0 | qq    |
| 4    | Ellen King (GBR)        | 1:38.2 |       |
| 5    | Lucienne Rouet (FRA)    | 1:43.8 |       |

Semifinal 2
| Pos. | Nedadora                | Temps  | Qual. |
| ---- | ----------------------- | ------ | ----- |
| 1    | Aileen Riggin (USA)     | 1:29.6 | QQ    |
| 2    | Jarmila Müllerová (TCH) | 1:37.0 | QQ    |
| 3    | Helen Boyle (GBR)       | 1:43.0 |       |
| 4    | Alice Stoffel (FRA)     | 1:44.0 |       |
| 5    | Renée Brasseur (LUX)    | 1:51.4 |       |

### Final
| Place | Swimmer                 | Time      |
| ----- | ----------------------- | --------- |
| 1     | Sybil Bauer (USA)       | 1:23.2 OR |
| 2     | Phyllis Harding (GBR)   | 1:27.4    |
| 3     | Aileen Riggin (USA)     | 1:28.2    |
| 4     | Florence Chambers (USA) | 1:30.8    |
| 5     | Jarmila Müllerová (TCH) | 1:31.2    |